# Kina i olympiska sommarspelen 1992
Kina deltog i de olympiska sommarspelen 1992 med en trupp bestående av 244 deltagare, och totalt kom Kina fyra i medaljligan.

## Basket
Herrar
Gruppspel
| Nr | Lag         | S | V | O | F | GM  | IM  | MS   | P |
| -- | ----------- | - | - | - | - | --- | --- | ---- | - |
| 1  | OSS         | 5 | 4 | 0 | 1 | 425 | 373 | +52  | 9 |
| 2  | Litauen     | 5 | 4 | 0 | 1 | 481 | 424 | +57  | 9 |
| 3  | Australien  | 5 | 3 | 0 | 2 | 432 | 396 | +36  | 8 |
| 4  | Puerto Rico | 5 | 3 | 0 | 2 | 445 | 440 | +5   | 8 |
| 5  | Venezuela   | 5 | 1 | 0 | 4 | 392 | 427 | −35  | 6 |
| 6  | Kina        | 5 | 0 | 0 | 5 | 381 | 496 | −115 | 5 |

| Hemma \ Borta | Australien | Kina   | OSS    | Litauen | Puerto Rico | Venezuela |
| Australien    | —          | 88–66  | 63–85  | 87–98   | 116–76      | 78–71     |
| Kina          | 66–88      | —      | 84–100 | 75–112  | 68–100      | 88–96     |
| OSS           | 85–63      | 100–84 | —      | 92–80   | 70–82       | 78–64     |
| Litauen       | 98–87      | 112–75 | 80–92  | —       | 104–91      | 87–79     |
| Puerto Rico   | 76–116     | 100–68 | 82–70  | 91–104  | —           | 96–82     |
| Venezuela     | 71–78      | 96–88  | 64–78  | 79–87   | 82–96       | —         |

Damer
Gruppspel
| Lag             | Vinster | Förluster | Poäng | PF  | PA  |      |
| --------------- | ------- | --------- | ----- | --- | --- | ---- |
| USA             | 3       | 0         | 6     | 318 | 181 | +137 |
| Kina            | 2       | 1         | 5     | 205 | 226 | -21  |
| Spanien         | 1       | 2         | 4     | 181 | 238 | -57  |
| Tjeckoslovakien | 0       | 3         | 3     | 183 | 242 | -59  |

|                 | Kina  | Spanien | Tjeckoslovakien | USA    |
| --------------- | ----- | ------- | --------------- | ------ |
| Kina            |       | 66-63   | 72-70           | 67-93  |
| Spanien         | 63-66 |         | 59-58           | 59-114 |
| Tjeckoslovakien | 70-72 | 58-59   |                 | 55-111 |
| USA             | 93-67 | 114-59  | 111-55          |        |

Slutspel
|  | Semifinaler | Semifinaler |    |  | Final | Final |  |
|  |             |             |    |  |       |       |  |
|  |             |             |    |  |       |       |  |
|  | USA         | 73          |    |  |       |       |  |
|  | OSS         | 79          |    |  |       |       |  |
|  |             |             |    |  |       |       |  |
|  |             |             |    |  |       |       |  |
|  |             |             |    |  | OSS   | 76    |  |
|  |             | Kina        | 66 |  |       |       |  |
|  |             |             |    |  |       |       |  |
|  |             |             |    |  |       |       |  |
|  |             |             |    |  |       |       |  |
|  |             |             |    |  |       |       |  |
|  | Kuba        | 70          |    |  |       |       |  |
|  | Kina        | 109         |    |  |       |       |  |

## Boxning
Flugvikt
- Liu Gang
  - Första omgången — Förlorade mot Héctor Avila (DOM), RSC-2 (02:38)

Bantamvikt
- Zhang Guangping
  - Första omgången — Förlorade mot Slimane Zengli (ALG), 0:4

Mellanvikt
- Lu Chao
  - Första omgången — Bye
  - Andra omgången — Förlorade mot Stefan Trendafilov (BUL), RSC-1 (01:45)

Lätt tungvikt
- Bai Chongguang
  - Första omgången — Förlorade mot Ko Yo-Da (KOR), 4:18

## Bågskytte
Damernas individuella
- Wang Xiaozhu - Bronsmatch, 4:e plats (3-2)
- Ma Xiangjun - Åttondelsfinal, 12:e plats (1-1)
- Wang Hong - Sextondelsfinal, 31:a plats (0-1)

Herrarnas individuella
- Fu Shengjun - Sextondelsfinal, 29:e plats (0-1)
- Hao Wei - Rankningsrunda, 51:a plats (0-0)
- Liang Qiang - Rankningsrunda, 58:e plats (0-0)

Damernas lagtävling
- Wang, Ma och Wang - Final, silver (3-1)

Herrarnas lagtävling
- Fu, Hao och Liang - Åttondelsfinal, 12:e plats (0-1)

## Friidrott
Herrarnas 110 meter häck
- Li Tong

Herrarnas 20 kilometer gång
- Chen Shaoguo — 1:24:06 (→ 5:e plats)
- Li Mingcai — DNF (→ ingen placering)

Herrarnas 50 kilometer gång
- Li Mingcai — startade inte (→ ingen placering)

Herrarnas längdhopp
- Huang Geng
  - Kval — 8,22 m
  - Final — 7,87 m (→ 8:e plats)

- Chen Zunrong
  - Qualification — 7,93 m
  - Final — 7,75 m (→ 10:e plats)

Herrarnas tresteg
- Zou Sixin
  - Kval — 17,07 m
  - Final — 17,00 m (→ 8:e plats)

- Chen Yanping
  - Kval — 15,66 m (→ gick inte vidare)

Herrarnas spjutkastning
- Zhang Lianbiao
  - Kval — 73,86 m (→ gick inte vidare)

Herrarnas släggkastning
- Bi Zhong
  - Kval — 74,30 m (→ gick inte vidare)

Herrarnas diskuskastning
- Yu Wenge
  - Kval — 59,42 m (→ gick inte vidare)

Damernas 100 meter
- Xiao Yehua
- Gao Han
- Tian Yumei

Damernas 200 meter
- Chen Zhaojing

Damernas 1 500 meter
- Qu Yunxia
- Liu Li

Damernas 10 000 meter
- Zhong Huandi
  - Heat — 32:04.46
  - Final — 31:21,08 (→ 4:e plats)

- Wang Xiuting
  - Heat — 32:31,91
  - Final — 31:28,06 (→ 6:e plats)

Damernas 100 meter häck
- Zhang Yu
- Zhu Yuqing

Damernas 10 kilometer gång
- Chen Yueling
  - Final — 44:32 (→  Guld)

- Li Chunxiu
  - Final — 44:41 (→  Brons)

- Cui Yingzi
  - Final — 45:15 (→ 5:e plats)

Damernas längdhopp
- Yang Juan
  - Heat — 6,49 m (→ gick inte vidare)

- Liu Shuzhen
  - Heat — 6,44 m (→ gick inte vidare)

Damernas diskuskastning
- Min Chunfeng
  - Heat — 62,48m
  - Final — 60,82m (→ 11:e plats)

- Qiu Qiaoping
  - Heat — 59,32m (→ gick inte vidare)

Damernas kulstötning
- Huang Zhihong
- Zhou Tianhua
- Zhen Wenhua

Damernas spjutkastning
- Xu Demei
- Ha Xiaoyan

Damernas sjukamp
- Zhu Yuqing

## Fäktning
Herrarnas florett
- Ye Chong
- Wang Haibin
- Wang Lihong

Herrarnas florett, lag
- Ye Chong, Wang Haibin, Wang Lihong, Chen Biao, Lao Shaopei

Herrarnas sabel
- Zheng Zhaokang
- Yang Zhen
- Jia Guihua

Herrarnas sabel, lag
- Jia Guihua, Ning Xiankui, Yang Zhen, Jiang Yefei, Zheng Zhaokang

Damernas florett
- Wang Huifeng
- Xiao Aihua
- E Jie

Damernas florett, lag
- E Jie, Liang Jun, Wang Huifeng, Xiao Aihua, Ye Lin

## Modern femkamp
Herrarnas individuella tävling
- Zhang Bin → 56:e plats (4670 poäng)

## Segling
Herrarnas lechner
- Chen Jiang
  - Slutlig placering — 158,7 poäng (→ 14:e plats)

Damernas lechner
- Zhang Xiaodong
  - Slutlig placering — 65,8 poäng (→  Silver)

## Simhopp
Herrarnas 3 m
- Tan Liangde
  - Kval — 426,39 poäng
  - Final — 645,57 poäng (→  Silver)
- Wei Lan
  - Kval — 369,09 poäng (→ gick inte vidare, 14:e plats)

Herrarnas 10 m
- Sun Shuwei
  - Kval — 447,96 poäng
  - Final — 677,31 poäng (→  Guld)
- Xiong Ni
  - Kval — 453,87 poäng
  - Final — 600,15 poäng (→  Brons)

Damernas 3 m
- Gao Min
  - Kval — 309,75 poäng
  - Final — 572,40 poäng (→  Guld)
- Tan Shuping
  - Kval — 269,10 poäng (→ gick inte vidare, 17:e plats)

Damernas 10 m
- Fu Mingxia
  - Final — 461,43 poäng (→  Guld)
- Zhou Jihong
  - Final — 400,56 poäng (→ 4:e plats)

## Tennis
Damsingel
- Li Fang
  - Första omgången — Förlorade mot Brenda Schultz-McCarthy (Nederländerna) 5-7, 7-6, 4-6
- Chen Li-Ling
  - Första omgången — Förlorade mot Mary Joe Fernandez (USA) 2-6, 3-6